# Rare
Rare Ltd — британская частная компания, занимающаяся разработкой компьютерных игр. 
Компания в основном известна своими оригинальными игровыми хитами, а также благодаря сумме, за которую её приобрела Microsoft — 375 000 000 долларов, что на тот момент являлось рекордом.
Rare расположена в деревне Твайкросс в Англии и за её плечами значатся множество успешных проектов для платформ Nintendo (Battletoads, Donkey Kong Country, R.C. Pro-Am, Killer Instinct, Banjo-Kazooie, Banjo-Tooie, GoldenEye 007, Perfect Dark, Conker's Bad Fur Day, Diddy Kong Racing, Donkey Kong 64, Jet Force Gemini, Star Fox Adventures) и Microsoft (Kameo: Elements of Power, Viva Piñata, Conker: Live & Reloaded, Banjo-Kazooie: Nuts & Bolts, Kinect Sports, Killer Instinct, Rare Replay, Sea of Thieves).
В её играх всегда были самые последние графические решения. Например, в Donkey Kong Country на SNES использовалась заранее визуализированная трёхмерная графика в виде двухмерных игровых спрайтов. GoldenEye 007 для Nintendo 64 оказался очень успешным и стал золотым стандартом для консольных FPS-игр (было продано более 9 миллионов копий). Killer Instinct также добавил много инноваций в жанр файтингов.
В настоящее время работает над приключенческой игрой Everwild для Xbox Series X/S и Windows 10.

## История
Rare была основана в 1982 году братьями Тимом и Крисом Стэмперами и изначально называлась Ashby Computers and Graphics Ltd. (ACG). До продажи названия в 1985-м году занималась разработкой игр для 8-битной платформы ZX Spectrum, Commodore 64 и BBC Micro, издаваемых под торговой маркой Ultimate Play The Game. 
В 1993 Rare заключила эксклюзивный контракт на разработку игр для консолей Nintendo, а в 2002 году была приобретена Microsoft. 
Летом 2003 года старый логотип компании был заменён на новый.

## Названия
С названием компании изначально возникла путаница, поскольку в разных играх оно обозначалось по-разному. Помимо основного названия (Rare LTD.) в заставках присутствовали и такие варианты, как Rare Interactive, Rareware и Rare Coin-It INC. — возможно, команда не могла определиться с собственным названием.